# Campionato mondiale maschile di pallamano 1999
Il campionato mondiale maschile di pallamano 1999 si è svolto dal 1° al 15 giugno 1999 in Egitto, in particolare nelle città di Il Cairo, Ismailia e Porto Said.
Il torneo è stato vinto dalla nazionale svedese.

## Nazionali partecipanti
- Egitto (Paese ospitante)
- Russia (Campione in carica)
- Svezia
- Spagna
- Germania
- Jugoslavia
- Croazia
- Danimarca
- Francia
- Ungheria
- Macedonia
- Norvegia
- Cina
- Kuwait
- Arabia Saudita
- Corea del Sud
- Tunisia
- Algeria
- Nigeria
- Marocco
- Cuba
- Argentina
- Brasile
- Australia

## Podio
| Pos. | Squadra    |
| ---- | ---------- |
| 1°   | Svezia     |
| 2°   | Russia     |
| 3°   | Jugoslavia |